# Indiana Fever 2018
La stagione 2018 delle Indiana Fever fu la 19ª nella WNBA per la franchigia.
Le Indiana Fever arrivarono seste nella Eastern Conference con un record di 6-28, non qualificandosi per i play-off.

## Roster
| N° | Naz.                   | Ruolo | Sportivo            | Anno | Alt. | Peso |
| -- | ---------------------- | ----- | ------------------- | ---- | ---- | ---- |
| 0  | Stati Uniti (bandiera) | G     | Kelsey Mitchell     | 1995 | 180  | 73   |
| 1  | Porto Rico (bandiera)  | G     | Jazmon Gwathmey     | 1993 | 188  | 65   |
| 3  | Stati Uniti (bandiera) | G     | Tiffany Mitchell    | 1994 | 175  | 69   |
| 4  | Stati Uniti (bandiera) | A     | Candice Dupree      | 1984 | 188  | 81   |
| 8  | Belgio (bandiera)      | G     | Hind Ben Abdelkader | 1995 | 170  | 64   |
| 11 | Canada (bandiera)      | A     | Natalie Achonwa     | 1992 | 193  | 83   |
| 17 | Stati Uniti (bandiera) | G     | Erica Wheeler       | 1991 | 170  | 65   |
| 22 | Stati Uniti (bandiera) | A     | Erica McCall        | 1995 | 188  | 83   |
| 23 | Stati Uniti (bandiera) | A     | Stephanie Mavunga   | 1995 | 191  | 93   |
| 25 | Stati Uniti (bandiera) | G     | Cappie Pondexter    | 1983 | 175  | 73   |
| 31 | Stati Uniti (bandiera) | A     | Asia Taylor         | 1991 | 185  | 76   |
| 35 | Stati Uniti (bandiera) | G     | Victoria Vivians    | 1994 | 185  | 83   |
| 40 | Canada (bandiera)      | C     | Kayla Alexander     | 1991 | 193  | 88   |

## Staff tecnico
- Allenatore: Pokey Chatman
- Vice-allenatori: Christie Sides, Jessica Miller
- Preparatore atletico: Todd Champlin
- Preparatore fisico: Chase Campbell